# 吕休璟
吕休璟（?—?），唐朝官员。
吕志本之长子，歷任游击将军、左玉钤卫长（左领军卫将军）。唐中宗景龙四年（710年），吕休璟以右领军卫将军兼检校北庭大都护府（治所在今新疆维吾尔自治区吉木萨尔县北破城子）都护、碎叶（今吉尔吉斯斯坦托克马克附近）镇守使。
開元三年（715年），吐蕃與大食（阿拉伯）共同發兵攻打唐朝屬國拔汗那。张孝嵩对吕休璟说：“不救则无以号令西域。”张孝嵩与吕休璟发旁侧戎落兵，击败吐蕃和大食联军，夺得拔汉那。